# Гамбахский праздник
Гамбахский праздник — большая демократическая демонстрация, устроенная 27 мая 1832 года, в день годовщины баварской конституции, вождями радикальной партии в Баварии Зибенпфейфером и Виртом (редакторами газеты «Deutsche Tribüne») в виде протеста против репрессивных мер германского союзного сейма.

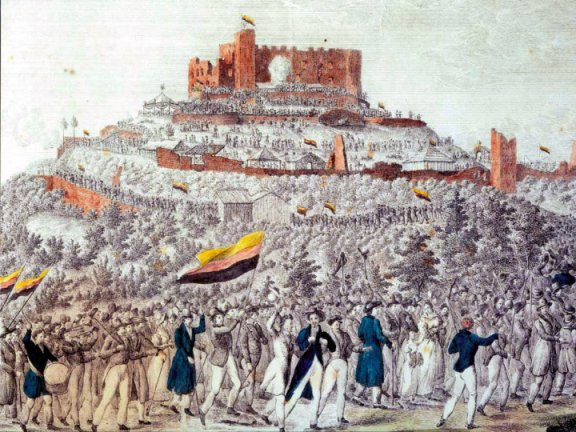
Гамбахский праздник

## История
27 мая 1832 года к Гамбахскому замку, близ Нойштадта в баварском Пфальце, стеклось до 30000 человек со всех концов Германии, представители всех слоёв населения — бюргеры, студенты, крестьяне, ремесленники, а также борцы за свободу из Франции и Польши. Водрузив трехцветное германское знамя с надписью «Возрождение Германии», Зибенпфейфер и Вирт провозгласили верховенство народа принципом государственного строя и указали как на конечную цель своих стремлений объединение Германии в виде федеративной республики и конфедерацию европейских республик. На следующий день в Нойштадте состоялась вновь народная сходка, на которой было постановлено добиться законным путем свободы печати.
Инициатором собрания и главным оратором был Иоганн Вирт, который размахивая мечом, закончил свою речь проклятиями в адрес княжеского сословия, ему отозвались тысячи голосов «Долой князей!». Демонстранты несли чёрно-красно-золотое знамя с надписью «Возрождение Германии».
Последствием этого движения были новые реакционные постановления союзного сейма (28 июня и 5 июля 1832 года); против Зибенпфейфера и Вирта возбуждено было судебное преследование. На следующий год попытка снова отпраздновать этот день была подавлена баварскими войсками, после нескольких кровопролитных схваток народа с солдатами. Многие участники были арестованы, отменена свобода печати, запрещены народные собрания и политические союзы. Сочетание цветов чёрного, красного и золотого как символа свободы также было под запретом.

К середине XIX века в Центральной Европе обозначилось основное противостояние: воинственный пангерманизм, нацеленный на пробуждающееся славянское самосознание. Общегерманский фестиваль в Гамбахе в 1832 году обозначил Россию как главного врага немецкого национализма, изначально выступившего с претензиями на господство над иными народами, прежде всего славянами. Немецкого обывателя запугивали возможностью объединения славянских народов под эгидой России. Именно в кругах немецких и венгерских националистов в начале сороковых годов было рождено понятие «панславизм».
«Панславизм», как реакция на пангерманизм, реально возникает и пытается организационно оформиться.— А.Г. Кузьмин. «Истоки русского национального характера»